# Baseball-Weltmeisterschaft der Frauen 2004/Teilnehmer
Dieser Artikel behandelt die teilnehmenden Mannschaften bei der Baseball-Weltmeisterschaft der Frauen 2004 in Edmonton. Die Mannschaften sind nach Kontinenten sortiert.

## Nord- und Mittelamerika

### Kanada
Die Mannschaft aus Kanada nahm zum ersten Mal an der Baseball-Weltmeisterschaft der Frauen teil. 2004 war sie Gastgeber
Ergebnisse
Vorrunde
| Datum     | Zeit  | Stadion               | Begegnung          | Begegnung | Begegnung         | Ergebnis |
| --------- | ----- | --------------------- | ------------------ | --------- | ----------------- | -------- |
| 30. Juli  | 19:30 | Telus Field, Edmonton | Kanada             | –         | Japan             | 8:10 (8) |
| 2. August | 19:05 | Telus Field, Edmonton | Vereinigte Staaten | –         | Kanada            | 1:2      |
| 4. August | 19:05 | Telus Field, Edmonton | Kanada             | –         | Chinesisch Taipeh | 3:2      |
| 5. August | 19:05 | Telus Field, Edmonton | Australien         | –         | Kanada            | 0:5      |

Tabellenplatz
| Pl. | Mannschaft | S | N | Pzt.  |
| --- | ---------- | - | - | ----- |
| 1.  | Kanada     | 3 | 1 | 0.750 |

Finalrunde
| Spiel            | Datum     | Zeit  | Stadion               | Begegnung  | Begegnung | Begegnung | Ergebnis |
| ---------------- | --------- | ----- | --------------------- | ---------- | --------- | --------- | -------- |
| Halbfinale       | 7. August | 19:05 | Telus Field, Edmonton | Japan      | –         | Kanada    | 3:1 (8)  |
| Spiel um Platz 3 | 8. August | 14:00 | Telus Field, Edmonton | Australien | –         | Kanada    | 3:8      |

### Vereinigte Staaten
Die Mannschaft aus den Vereinigten Staaten nahm zum ersten Mal an der Baseball-Weltmeisterschaft der Frauen teil. Sie konnten den Titel gewinnen.
Ergebnisse
Vorrunde
| Datum     | Zeit  | Stadion               | Begegnung          | Begegnung | Begegnung          | Ergebnis |
| --------- | ----- | --------------------- | ------------------ | --------- | ------------------ | -------- |
| 31. Juli  | 19:05 | Telus Field, Edmonton | Australien         | –         | Vereinigte Staaten | 1:5      |
| 1. August | 19:05 | Telus Field, Edmonton | Vereinigte Staaten | –         | Japan              | 5:4 (9)  |
| 2. August | 19:05 | Telus Field, Edmonton | Vereinigte Staaten | –         | Kanada             | 1:2      |
| 5. August | 15:00 | Telus Field, Edmonton | Vereinigte Staaten | –         | Chinesisch Taipeh  | 8:1      |

Tabellenplatz
| Pl. | Mannschaft         | S | N | Pzt.  |
| --- | ------------------ | - | - | ----- |
| 2.  | Vereinigte Staaten | 3 | 1 | 0.750 |

Finalrunde
| Spiel      | Datum     | Zeit  | Stadion               | Begegnung  | Begegnung | Begegnung          | Ergebnis |
| ---------- | --------- | ----- | --------------------- | ---------- | --------- | ------------------ | -------- |
| Halbfinale | 7. August | 15:00 | Telus Field, Edmonton | Australien | –         | Vereinigte Staaten | 2:12 (6) |
| Finale     | 8. August | 17:05 | Telus Field, Edmonton | Japan      | –         | Vereinigte Staaten | 0:2      |

## Asien

### Japan
Die Mannschaft aus Japan nahm zum ersten Mal an der Baseball-Weltmeisterschaft der Frauen teil.
Ergebnisse
Vorrunde
| Datum     | Zeit  | Stadion               | Begegnung          | Begegnung | Begegnung  | Ergebnis |
| --------- | ----- | --------------------- | ------------------ | --------- | ---------- | -------- |
| 30. Juli  | 19:30 | Telus Field, Edmonton | Kanada             | –         | Japan      | 8:10 (8) |
| 31. Juli  | 15:00 | Telus Field, Edmonton | Chinesisch Taipeh  | –         | Japan      | 4:5 (9)  |
| 1. August | 19:05 | Telus Field, Edmonton | Vereinigte Staaten | –         | Japan      | 5:4 (9)  |
| 3. August | 19:05 | Telus Field, Edmonton | Japan              | –         | Australien | 1:7      |

Tabellenplatz
| Pl. | Mannschaft | S | N | Pzt.  |
| --- | ---------- | - | - | ----- |
| 4.  | Japan      | 2 | 2 | 0.500 |

Finalrunde
| Spiel      | Datum     | Zeit  | Stadion               | Begegnung | Begegnung | Begegnung          | Ergebnis |
| ---------- | --------- | ----- | --------------------- | --------- | --------- | ------------------ | -------- |
| Halbfinale | 7. August | 19:05 | Telus Field, Edmonton | Japan     | –         | Kanada             | 3:1 (8)  |
| Finale     | 8. August | 17:05 | Telus Field, Edmonton | Japan     | –         | Vereinigte Staaten | 0:2      |

### Chinesisches Taipeh
Die Mannschaft aus dem Chinesischen Taipeh nahm zum ersten Mal an der Baseball-Weltmeisterschaft der Frauen teil.
Ergebnisse
Vorrunde
| Datum     | Zeit  | Stadion               | Begegnung          | Begegnung | Begegnung         | Ergebnis |
| --------- | ----- | --------------------- | ------------------ | --------- | ----------------- | -------- |
| 30. Juli  | 15:00 | Telus Field, Edmonton | Chinesisch Taipeh  | –         | Australien        | 5:7      |
| 31. Juli  | 15:00 | Telus Field, Edmonton | Chinesisch Taipeh  | –         | Japan             | 4:5 (9)  |
| 4. August | 19:05 | Telus Field, Edmonton | Kanada             | –         | Chinesisch Taipeh | 3:2      |
| 5. August | 15:00 | Telus Field, Edmonton | Vereinigte Staaten | –         | Chinesisch Taipeh | 8:1      |

Tabellenplatz
| Pl. | Mannschaft        | S | N | Pzt.  |
| --- | ----------------- | - | - | ----- |
| 5.  | Chinesisch Taipeh | 0 | 4 | 0.000 |

## Ozeanien

### Australien
Die Mannschaft aus Australien nahm zum ersten Mal an der Baseball-Weltmeisterschaft der Frauen teil.
Ergebnisse
Vorrunde
| Datum     | Zeit  | Stadion               | Begegnung         | Begegnung | Begegnung          | Ergebnis |
| --------- | ----- | --------------------- | ----------------- | --------- | ------------------ | -------- |
| 30. Juli  | 15:00 | Telus Field, Edmonton | Chinesisch Taipeh | –         | Australien         | 5:7      |
| 31. Juli  | 19:05 | Telus Field, Edmonton | Australien        | –         | Vereinigte Staaten | 1:5      |
| 3. August | 19:05 | Telus Field, Edmonton | Japan             | –         | Australien         | 1:7      |
| 5. August | 19:05 | Telus Field, Edmonton | Australien        | –         | Kanada             | 0:5      |

Tabellenplatz
| Pl. | Mannschaft | S | N | Pzt.  |
| --- | ---------- | - | - | ----- |
| 3.  | Australien | 2 | 2 | 0.500 |

Finalrunde
| Spiel            | Datum     | Zeit  | Stadion               | Begegnung  | Begegnung | Begegnung          | Ergebnis |
| ---------------- | --------- | ----- | --------------------- | ---------- | --------- | ------------------ | -------- |
| Halbfinale       | 7. August | 15:00 | Telus Field, Edmonton | Australien | –         | Vereinigte Staaten | 2:12 (6) |
| Spiel um Platz 3 | 8. August | 14:00 | Telus Field, Edmonton | Australien | –         | Kanada             | 3:8      |